# آماندا سولووی
آماندا جین سولووی (متولد ادگیل، ۶ ژوئن ۱۹۶۱) یک سیاستمدار بریتانیایی است که از سپتامبر ۲۰۲۲ به عنوان لرد کمیسر خزانه داری و از فوریه ۲۰۲۳ به عنوان معاون پارلمانی وزیر امور خارجه در امور استطاعت و مهارت‌ها  فعالیت می‌کند او که یکی از اعضای حزب محافظه کار است و از سال ۲۰۱۹ نماینده پارلمان (MP) بوده‌است.
آماندا جین ادگیل در ۶ ژوئن ۱۹۶۱ در ناتینگهام به دنیا آمد.

## یادداشت
1. 1 2  As Parliamentary Under-Secretary of State for Energy Consumers and Affordability until January 2024.
2. ↑  As Minister of State for Universities, Science, Research and Innovation.